# Marine Le Pen
Marion Anne Perrine Le Pen, francoska odvetnica in političarka, * 5. avgust 1968, Neuilly-sur-Seine, Hauts-de-Seine. 

## Življenjepis
Marine Le Pen je najmlajša hči nekdanjega predsednika Narodne fronte, trenutno njenega častnega predsednika Jean-Marie Le Pena. Njegovi stranki se je priključila leta 1986, leta 2000 postala članica Izvršnega odbora stranke, od 2003 do 2011 pa je bila njena podpredsednica. Od leta 2004 je članica Evropskega parlamenta. Leta 2010 je postala kandidatka za vodjo Narodne fronte, ki jo je ustanovil njen oče 5. oktobra 1972. V času strankinega kongresa v Toursu ga je uspešno nasledila in 16. januarja 2011 z dvotretjinsko večino postala druga predsednica stranke Narodne fronte.

### Predsedniške volitve 2017
Aprila 2017 jo je na francoskih predsedniških volitvah v drugem krogu premagal sedanji predsednik Emmanuel Macron.